# Novice
Novice (Novice – Slovenski tednik na Koroškem, Nachrichten/Neuigkeiten – Slowenische Wochenzeitung für Kärnten) ist eine in Klagenfurt erscheinende slowenischsprachige Wochenzeitung für Kärnten und das meistgenutzte eigene Medium der Kärntner Slowenen.
Sie wird von Interessensvertretungen/Volksgruppenorganisationen der Kärntner Slowenen gemeinsam herausgegeben.
Die beiden Hauptherausgeber und Eigentümer
- der christlich-konservative Rat der Kärntner Slowenen (Narodni svet koroških Slovencev, NSKS)
- der linksliberale Zentralverband slowenischer Organisationen in Kärnten (Zveza slovenskih organizacij na Koroškem, ZSO)

vertreiben Novice über ihre SloMedia (Slovenski medijski center, Slowenisches Medienzentrum) GmbH, an der sie mittels je zwei Vertrauenspersonen zu je 50 Prozent beteiligt sind.
Novice entstand 2003 durch Fusion der Vereinsorgane von NSKS und ZSO, der Wochenzeitungen
- Naš tednik (Unsere Wochenzeitung), erstmals erschienen im September 1949, Herausgeber: Rat der Kärntner Slowenen
- Slovenski vestnik (Slowenischer Anzeiger), erstmals erschienen im Juni 1946, Herausgeber: Zentralverband slowenischer Organisationen in Kärnten

und erschien erstmals am 11. April 2003, in einer Auflage von 3500 Exemplaren.
Im September 2022 erschien eine OGM-Studie zur slowenischen Volksgruppe in Kärnten. Im Zuge dieser Studie wurde erstmals die Nutzungshäufigkeit der eigenen Medien innerhalb der Volksgruppe erhoben. Von allen Generationen am häufigsten genutzt wird demnach die Wochenzeitung „Novice“.